# Enrico Bianchini
Enrico Bianchini (Robbio, 30 luglio 1903 – Firenze, 24 ottobre 1971) è stato un ingegnere italiano.

## Biografia
Nato a Robbio, nella provincia di Pavia, il 30 luglio 1903 e compiuti i primi studi a Massa, Bianchini frequentò inizialmente il corso di storia dell'arte presso l'università di Pisa (1920-1922) e quindi si iscrisse alla Scuola di ingegneria di Roma, dove si laureò in ingegneria civile, il 22 aprile del 1926. Dall'agosto dello stesso anno praticò lo studio della ditta Ing.ri Poggi, Gaudenzi & C. Società per costruzioni cementizie (costituita da Leone Poggi dopo aver rilevato la Società per costruzioni cementizie Ing.ri Muggia e Poggi, già Ing. Muggia), dalla quale Bianchini venne assunto come progettista e direttore dei lavori nel gennaio del 1927, incarico ricoperto fino all'aprile del 1938. Per conto della Società, egli progettò e diresse numerosi lavori, fra i quali si ricordano alcuni edifici industriali a Prato e Pistoia, sale cinematografiche, alcuni ponti. Dal marzo del 1929 al settembre del 1931, per conto della medesima impresa, collaborò con la ditta Saverio Parisi di Roma alla progettazione e direzione dei lavori di varie opere d'arte dell'autostrada Firenze-Mare.
Negli stessi anni iniziò la sua collaborazione con l'architetto Raffaello Fagnoni, sodalizio che durò quasi un ventennio. Con Fagnoni redasse i piani regolatori di Pisa, di Faenza, di Asti; partecipò alla realizzazione dello stadio Mussolini di Torino e dello stadio comunale di Lucca (1932-1933) e, nel 1933, al concorso per il fabbricato viaggiatori della stazione di Firenze; con lui collaborò al restauro del Regio conservatorio e istituto magistrale di Colle di Val d'Elsa, alla ristrutturazione del Teatro Niccolini di Firenze; partecipò ai concorsi per la caserma del Corpo dei Carabinieri di Brindisi, della stazione marittima di Napoli, della casa littoria e palazzo della Provincia di Asti. Progettò le strutture in cemento armato della Scuola di applicazione Aeronautica (1937-1938), della Casa del Fascio e sede del GRF Dante Rossi (1939) in via dell'Agnolo a Firenze, dell'Università degli Studi di Trieste.
Dall'aprile del 1938 fu direttore tecnico della Sacip - Società anonima costruzioni ingegnere Poggi, costituita sempre dall'ingegnere Leone Poggi, rilevando la cessata ditta Ing.ri Poggi, Gaudenzi & C., della quale diventò più tardi il maggiore azionista (1944-1953). Tra il 1941 e il 1942 redasse con Fagnoni il progetto per la Scuola di sanità militare di Firenze (non realizzato) e costruì il complesso industriale Il Fabbricone a Prato. Nel 1948 con Fagnoni e Dagoberto Ortensi, realizzò gli stadi comunali di Prato, Arezzo e Grosseto. Nel 1950 Bianchini fondò la Sacip & C. che partecipò, fra l'altro, alla costruzione del Cementificio Marchino a Settimello (Firenze) nel 1952, del cementifico di Guidonia Montecelio, del Cementificio Val di Marina a Calenzano (Firenze), di alcuni edifici residenziali Ina-casa a Sesto Fiorentino (Firenze) e all'ampliamento della sede dell'Ufficio tecnico erariale di Firenze, nel 1955. La Sacip costruì inoltre, nel 1956, la centrale termoelettrica di Santa Barbara a San Giovanni Valdarno (Arezzo), nel 1960, la centrale termoelettrica Selt Valdarno a Livorno e la filiale Ignis di Pisa, e, nel 1965, il ponte sulla Sieve agli Scopeti (Firenze).
Bianchini svolse anche l'attività di libero professionista che lo vide impegnato nella costruzione di ville e vari complessi residenziali essenzialmente in ambito toscano.